# Dorina Vaccaroniová
Dorina Vaccaroniová (* 24. září 1963 Benátky, Itálie) je bývalá italská sportovní šermířka, která se specializovala na šerm fleretem.
Itálii reprezentovala v sedmdesátých, osmdesátých a devadesátých letech. Na olympijských hrách startovala v roce 1980, 1984, 1988 a 1992 v soutěži jednotlivkyň a družstev. V soutěži jednotlivkyň získala na olympijských hrách 1984 bronzovou olympijskou medaili. V roce 1983 získala v soutěži jednotlivkyň titul mistryně světa a v roce 1982 titul mistryně Evropy. S italským družstvem fleretistek vybojovala na olympijských hrách zlatou (1992) a stříbrnou (1988) olympijskou medaili a s družstvem fleretistek vybojovala celkem čtyři tituly mistryň světa (1982, 1983, 1990, 1991).